# Grand Prix Argentyny 1957

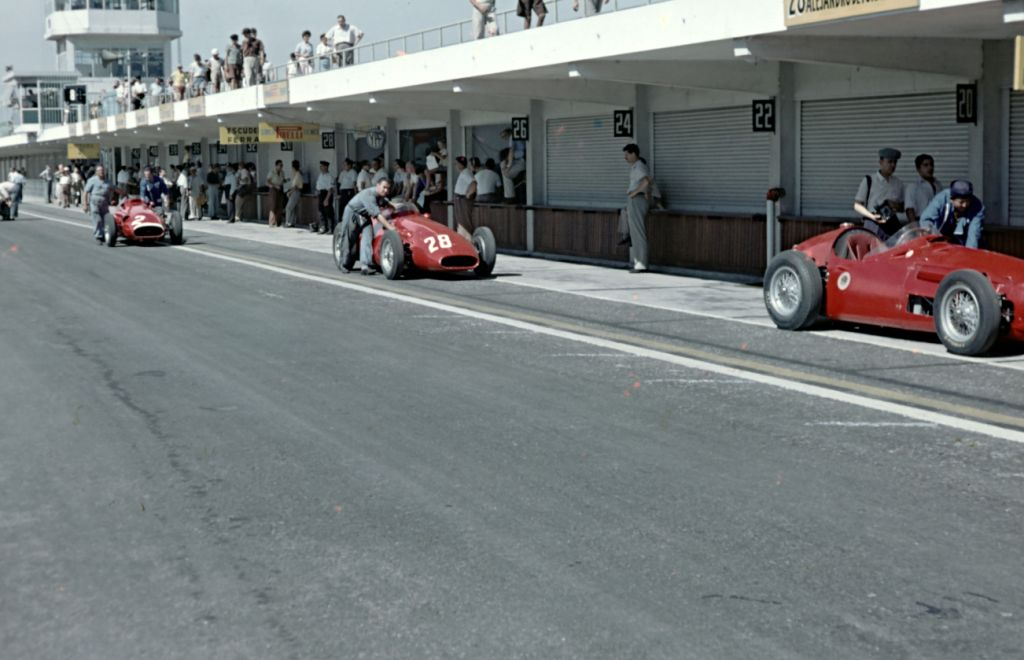
Samochody Juana Manuela Fangio i Luigiego Piottiego podczas Grand Prix Argentyny 1957

Grand Prix Argentyny 1957 (oryg. Gran Premio de la Republica Argentina) – 1. runda Mistrzostw Świata Formuły 1 w sezonie 1957, która odbyła się 13 stycznia 1957 po raz 5. na torze Autódromo Municipal Ciudad de Buenos Aires.
5. Grand Prix Argentyny, 5. zaliczane do Mistrzostw Świata Formuły 1.

## Wyniki

### Kwalifikacje
Źródło: statsf1.com
| P  | Nr | Kierowca              | Konstruktor(-silnik) | Opony | Czas   | Odstęp | Strata |
| -- | -- | --------------------- | -------------------- | ----- | ------ | ------ | ------ |
| 1  | 4  | Stirling Moss         | Maserati             | P     | 1:42,6 | –      | –      |
| 2  | 2  | Juan Manuel Fangio    | Maserati             | P     | 1:43,7 | +1,1   | +1,1   |
| 3  | 6  | Jean Behra            | Maserati             | P     | 1:44,0 | +0,3   | +1,4   |
| 4  | 14 | Eugenio Castellotti   | Ferrari              | E     | 1:44,2 | +0,2   | +1,6   |
| 5  | 10 | Peter Collins         | Ferrari              | E     | 1:44,6 | +0,4   | +2,0   |
| 6  | 12 | Luigi Musso           | Ferrari              | E     | 1:44,8 | +0,2   | +2,2   |
| 7  | 16 | Mike Hawthorn         | Ferrari              | E     | 1:44,9 | +0,1   | +2,3   |
| 8  | 8  | Carlos Menditeguy     | Maserati             | P     | 1:45,1 | +0,2   | +2,5   |
| 9  | 22 | Harry Schell          | Maserati             | P     | 1:46,6 | +1,5   | +4,0   |
| 10 | 20 | José Froilán González | Ferrari              | E     | 1:46,8 | +0,2   | +4,2   |
| 11 | 18 | Cesare Perdisa        | Ferrari              | E     | 1:48,6 | +1,8   | +6,0   |
| 12 | 26 | Alessandro de Tomaso  | Ferrari              | P     | 1:56,1 | +7,5   | +13,5  |
| 13 | 24 | Jo Bonnier            | Maserati             | P     | 1:58,2 | +2,1   | +15,6  |
| 14 | 28 | Luigi Piotti          | Maserati             | P     | 1:58,2 | +0,0   | +15,6  |
| P  | Nr | Kierowca              | Konstruktor(-silnik) | Opony | Czas   | Odstęp | Strata |

### Wyścig
Źródła: statsf1.com
| P                 | + / – | Nr | Kierowca                                        | Konstruktor | Opony | Okr.     | Czas / Strata | Komentarz   |
| ----------------- | ----- | -- | ----------------------------------------------- | ----------- | ----- | -------- | ------------- | ----------- |
| 1                 | 1     | 2  | Juan Manuel Fangio                              | Maserati    | P     | 100      | 3:00:55,9     |             |
| 2                 | 1     | 6  | Jean Behra                                      | Maserati    | P     | 100      | +18,3         |             |
| 3                 | 5     | 8  | Carlos Menditeguy                               | Maserati    | P     | 99       | +1 okr.       |             |
| 4                 | 5     | 22 | Harry Schell                                    | Maserati    | P     | 98       | +2 okr.       |             |
| 5                 | 5     | 20 | José Froilán González Alfonso de Portago        | Ferrari     | E     | 49       | +2 okr.       |             |
| 6                 | 5     | 18 | Cesare Perdisa Peter Collins Wolfgang von Trips | Ferrari     | E     | 30 35 33 | +2 okr.       |             |
| 7                 | 6     | 24 | Jo Bonnier                                      | Maserati    | P     | 95       | +5 okr.       |             |
| 8                 | 7     | 4  | Stirling Moss                                   | Maserati    | P     | 93       | +7 okr.       |             |
| 9                 | 3     | 26 | Alessandro de Tomaso                            | Ferrari     | P     | 91       | +9 okr.       |             |
| 10                | 4     | 28 | Luigi Piotti                                    | Maserati    | P     | 90       | +10 okr.      |             |
| Niesklasyfikowani |       |    |                                                 |             |       |          |               |             |
|                   |       | 14 | Eugenio Castellotti                             | Ferrari     | E     | 75       | +25 okr.      | dystrybutor |
|                   |       | 16 | Mike Hawthorn                                   | Ferrari     | E     | 35       | +65 okr.      | sprzęgło    |
|                   |       | 12 | Luigi Musso                                     | Ferrari     | E     | 31       | +69 okr.      | sprzęgło    |
|                   |       | 10 | Peter Collins                                   | Ferrari     | E     | 26       | +74 okr.      | sprzęgło    |
| P                 | + / – | Nr | Kierowca                                        | Konstruktor | Opony | Okr.     | Czas / Strata | Komentarz   |

### Najszybsze okrążenie
Źródło: statsf1.com
| Nr | Kierowca      | Konstruktor | Czas   | Okr. |
| -- | ------------- | ----------- | ------ | ---- |
| 4  | Stirling Moss | Maserati    | 1:44,7 | 75   |

### Prowadzenie w wyścigu
Źródło: statsf1.com
| Nr                              | Kierowca            | Konstruktor | Okrążenia            | Suma |
| ------------------------------- | ------------------- | ----------- | -------------------- | ---- |
| 2                               | Juan Manuel Fangio  | Maserati    | 26-80, 82-83, 85-100 | 73   |
| 10                              | Peter Collins       | Ferrari     | 13-25                | 13   |
| 6                               | Jean Behra          | Maserati    | 1-2, 9-12, 81, 84    | 8    |
| 14                              | Eugenio Castellotti | Ferrari     | 3-8                  | 6    |
| \| Wykres \| \| ------ \| \| \| |                     |             |                      |      |
| Wykres                          |                     |             |                      |      |
|                                 |                     |             |                      |      |

## Klasyfikacja po wyścigu
Pierwsza piątka otrzymywała punkty według klucza 8-6-4-3-2, 1 punkt przyznawany był dla kierowcy, który wykonał najszybsze okrążenie w wyścigu. Klasyfikacja konstruktorów została wprowadzona w 1958 roku. Liczone było tylko 5 najlepszych wyścigów danego kierowcy. W nawiasach podano wszystkie zebrane punkty, nie uwzględniając zasady najlepszych wyścigów.
Uwzględniono tylko kierowców, którzy zdobyli jakiekolwiek punkty
| P | +/− | Kierowca              | Starty | Punkty | P1 | P2 | P3 | PP | NO | NS |
| - | --- | --------------------- | ------ | ------ | -- | -- | -- | -- | -- | -- |
| 1 | N   | Juan Manuel Fangio    | 1      | 8      | 1  | –  | –  | –  | –  | –  |
| 2 | N   | Jean Behra            | 1      | 6      | –  | 1  | –  | –  | –  | –  |
| 3 | N   | Carlos Menditeguy     | 1      | 4      | –  | –  | 1  | –  | –  | –  |
| 4 | N   | Harry Schell          | 1      | 3      | –  | –  | –  | –  | –  | –  |
| 5 | N   | Alfonso de Portago    | 1      | 1      | –  | –  | –  | –  | –  | –  |
| 5 | N   | José Froilán González | 1      | 1      | –  | –  | –  | –  | –  | –  |
| 7 | N   | Stirling Moss         | 1      | 1      | –  | –  | –  | 1  | 1  | –  |
| P | +/− | Kierowca              | Starty | Punkty | P1 | P2 | P3 | PP | NO | NS |